# Timonius corneri
Timonius corneri är en måreväxtart som beskrevs av Khoon Meng Wong. Timonius corneri ingår i släktet Timonius och familjen måreväxter.

## Underarter
Arten delas in i följande underarter:
- T. c. corneri
- T. c. penangianus